# Župnija Ravne na Koroškem
Župnija Ravne na Koroškem je rimskokatoliška teritorialna župnija dekanije Dravograd-Mežiška dolina koroškega naddekanata, ki je del nadškofije Maribor.

## Sakralni objekti
- Cerkev sv. Egidija, Ravne na Koroškem (župnijska cerkev)
- Cerkev sv. Antona Puščavnika, Ravne na Koroškem
- Kapela sv. marije, Tolsti Vrh

## Zgodovina
Župnija je bila ustanovljena leta 1788 v času Jožefinskih reform.